# Maria Quitéria de Jesus

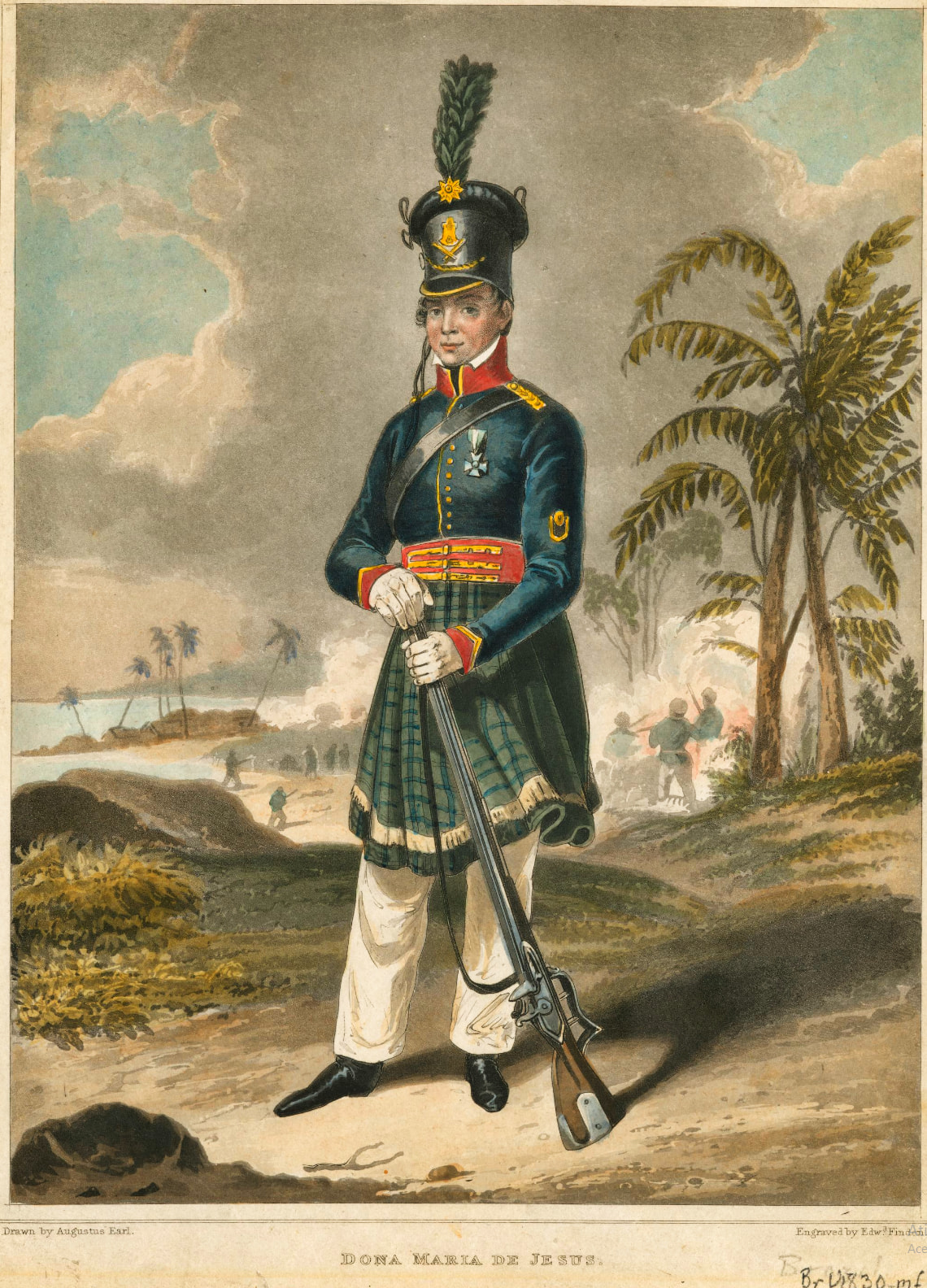
Maria Quitéria de Jesus; Druckgrafik von Augustus Earle (1824)

Maria Quitéria de Jesus (* 27. Juli 1792 in Feira de Santana, Bahia; † 21. August 1853 in Salvador, Bahia) war eine brasilianische Soldatin und Volksheldin. Im brasilianischen Unabhängigkeitskrieg kämpfte sie in den Jahren 1822 bis 1823 in der Uniform eines Mannes.

## Leben
Maria Quitéria de Jesus wurde am 27. Juni 1792 in Licurizeiro, einer Gemeinde von São José das Itaporocas (heute zugehörig zu Feira de Santana), geboren. Sie war die älteste Tochter des Bauern Gonçalo Alves de Almeida und seiner Frau Quitéria Maria de Jesus, die starb, als Maria Quitéria 10 Jahre alt war. Ihr Vater heiratete noch zweimal, einmal Eugenia Maria dos Santos und später Rosa Maria de Brito. Obwohl Maria keine formelle Ausbildung erhielt, konnte sie die für das Landleben erforderlichen Fähigkeiten wie Reiten, Jagen und den Umgang mit Schusswaffen üben. Diese Fähigkeiten kamen ihr beim Militär zugute.
Nach ihrer Zeit beim Militär heiratete Maria Quitéria Gabriel Pereira Brito, der sie schon länger geliebt hatte. Mit ihm hatte sie eine Tochter namens Luisa. Zum Ende ihres Lebens war Maria Quitéria verwitwet und fast erblindet. Im Jahr 1853 starb sie in relativer Armut in der Nähe von Salvador. Ihre Überreste wurden in das Beinhaus von Igreja do Santíssimo Sacramento e Sant’Ana gelegt.
Über das Leben von Maria Quiteria sind nur wenige Details bekannt. Der Historiker Aristides Augusto Milton, ein Kindheitsfreund des Dichters Castro Alves, Enkel des Majors, der Maria Quiteria wegen ihrer Waffenfertigkeit und anerkannten militärischen Disziplin verteidigte und sie in seine Truppen eingliederte, beschrieb Maria Quiteria in den Ephemerides Cachoeiranas als „eine ebenso mutige wie ehrliche Frau“. Sie wurde auch von der englischen Reiseautorin Maria Callcott in ihrem Buch Journal of a Voyage to Brazil (1824) kurz erwähnt: „Maria de Jesus ist Analphabetin, aber lebhaft. Sie hat klare Intelligenz und scharfe Wahrnehmung. Ich denke, wenn sie ihr eine Ausbildung geben würden, würde sie eine bemerkenswerte Persönlichkeit werden. Man sieht an ihrem Verhalten nichts Männliches, eher ist sie von sanften und freundlichen Manieren.“

## Brasilianischer Unabhängigkeitskrieg

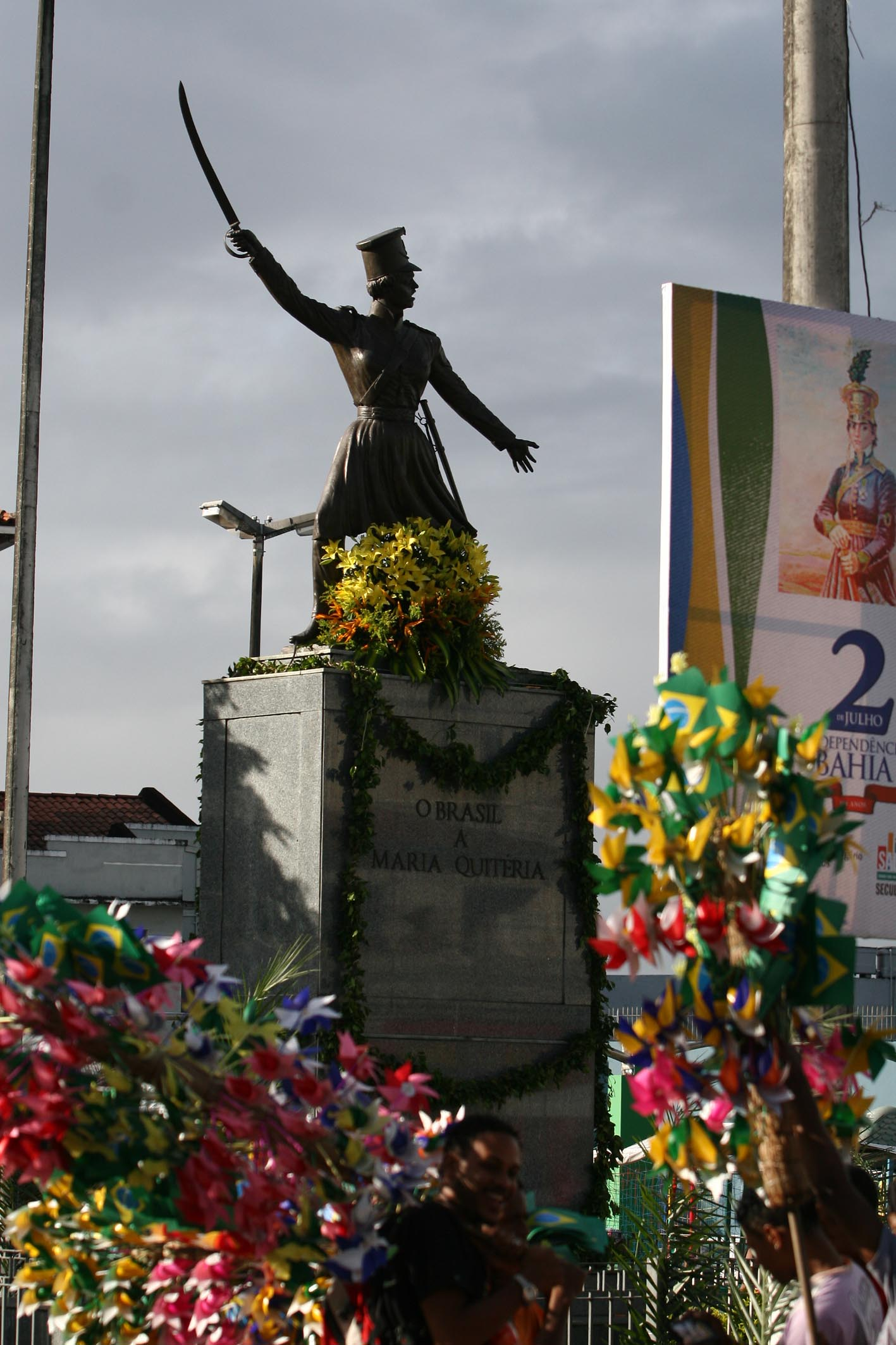
Statue für Maria Quitéria in Salvador, Bahia

Gegen den Willen ihres Vaters trat die unverheiratete Maria Quitéria im Oktober 1822 als Mann unter dem Namen „José Medeiros“ in die brasilianische Armee ein. Bis Juni 1823 kämpfte sie in mehreren Schlachten gegen die Portugiesen in Bahia. Sie wurde durch ihren Vater als Frau erkannt und er teilte es auch ihren Vorgesetzten mit, aber aufgrund ihrer Fähigkeiten im Kampf durfte sie in der Armee bleiben. Sie wurde im Juli 1823 zum Kadetten und im August zum Leutnant befördert, wurde von Kaiser Peter I. empfangen und mit der Ritterwürde des Kaiserlichen Ordens vom Kreuz ausgezeichnet.
Sie ist zu einer Art nationaler Legendenfigur geworden. Quiteria war die erste Frau, die in Brasilien in einer Militäreinheit diente. Zusammen mit Maria Filipa de Oliveira und der Nonne Joana Angélica wurde sie als eine der drei bahianischen Widerstandskämpferinnen im Unabhängigkeitskrieg gegen die Portugiesen bekannt.

## Vermächtnis

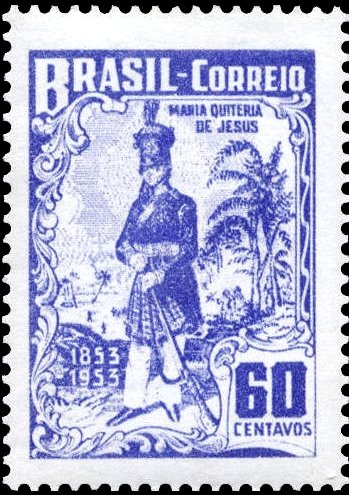
Briefmarke von 1953

Nach ihrem Tod wurde Maria Quiterias auf verschiedene Weise national gedacht. 1953, hundert Jahre nach ihrem Tod, gab das Militär eine Bronzemedaille mit dem Konterfei von Maria Quiteria heraus. Sie heißt „Medaille der Maria Quiteria“ und wurde sowohl an Zivilisten als auch an Militärangehörige für wertvolle Beiträge zu militärischen Bemühungen verliehen. Auch kam eine Briefmarke heraus. Durch Präsidialerlass im Jahr 1996 wurde Maria Quiteria zur Schutzpatronin des „Komplementärstabs der brasilianischen Armeeoffiziere“ erklärt.
Das bekannteste Gemälde von Maria Quitéria ist ein Werk des italienischen Malers Domenico Failutti aus dem Jahr 1920 mit dem Titel Retrato de Maria Quitéria de Jesus Medeiros, das als zeitgenössisches Vorbild einen kolorierten Druck von Augustus Earle hatte. Sie ist alleinstehend dargestellt, hält ein Gewehr in der Hand und trägt die Uniform eines brasilianischen Leutnants. Die Arbeit findet sich im Museu Paulista der Universidade de São Paulo.
2018 wurde sie in das Heldengedenkbuch Livro dos Heróis e Heroínas da Pátria des Panteão da Pátria e da Liberdade Tancredo Neves aufgenommen.